# Конрад Рюд фон Коленберг
Конрад Рюд фон Коленберг (на немски: Conrad Rüd von Collenberg; † 27 декември 1377) от род Рюд фон Коленберг в Долна Франкония, Бавария е бургграф на замъците Вилденбург и Щаркенбург в Рейнланд-Пфалц.
Той е син на рицар Конрад Рюд фон Коленберг († сл. 1326). Внук е на Виперт I, дикт. Руде де Руденове († сл. 1311) и първата му съпруга Мехтилд фон Дюрн. Правнук е на Дитер Рюде де Аморбах († 1272/1281) и на Гуда († сл. 1281). Потомък е на Вибертус де Аморбах († сл. 1197). Брат е на Еберхард Рюд фон Коленберг, бургграф на Милтенберг († сл. 1364), женен за Агнес фон Ербах († 1352), дъщеря на шенк Конрад III фон Ербах-Ербах.
Родът Рюд фон Коленберг получава ок. 1250 г. замък Коленбург в Коленберг от Немския орден. Замъкът е близо до Милтенберг.

## Фамилия
Конрад Рюд фон Коленберг се жени за Уда фон Заксенхайм († сл. 1364). Те имат децата:
- Ханс Рюд фон Коленберг († 1361/29 септември 1378), рицар, женен I. за Гуда фон Бомерсхайм, II. за Елза фон Кронберг († 1395/1397), дъщеря на Франк VIII фон Кронберг († 1378) и ландграфиня Лорета фон Райфенберг († сл. 1367)
- Агнес фон Коленберг († сл. 1390), омъжена за Еберхард Шенк фон Росберг